# Stade Benito-Villamarín
Le stade Benito-Villamarín (en espagnol : Estadio Benito Villamarín) est un stade de football situé à Séville, dans la communauté autonome d’Andalousie, en Espagne. Il est situé dans le district de Bellavista–La Palmera.
Il accueille l'équipe espagnole du Real Betis Balompié de Séville qui possède ce stade. Le stade peut accueillir 60 721 personnes, c'est le quatrième plus grand d'Espagne (après le Camp Nou, le Santiago Bernabéu et le Wanda Metropolitano).

## Histoire

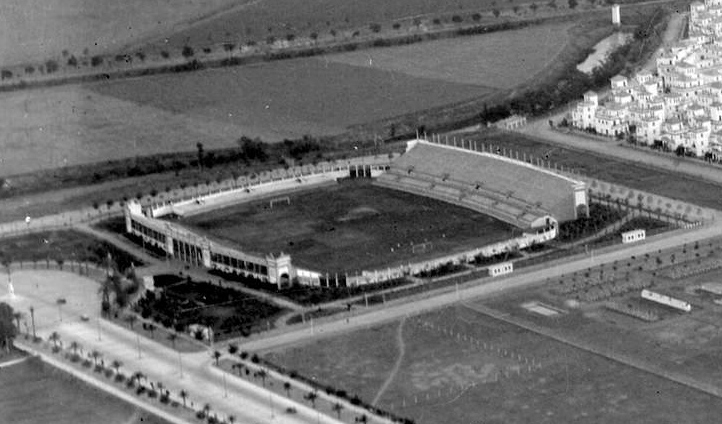
Vue aérienne du stade de l'Exposition à Heliópolis en 1929.

L'idée d'un stade de football émerge très tôt. Dès 1912, l'architecte Aníbal González prévoit un stade pour l'exposition ibéro-américaine. En 1923, le comité d'organisation de l'exposition charge Antonio Illanes del Río de le concevoir. Plusieurs emplacements sont alors envisagés et finalement, le commissaire de l'exposition choisi le site actuel dans le quartier d'Heliópolis.
L'étude technique pour sa construction a été réalisée par Manuel María Smith e Ibarra, qui avait été l'auteur en 1913 du stade San Mamés de Bilbao en 1913. Les travaux s'achèvent fin 1928 avec une capacité de 18 000 spectateurs.
Le stade est inauguré le 17 mars 1929 avec un match amical entre l'équipe d'Espagne et le Portugal (5 à 0), depuis le Real Betis Balompié y dispute ses matchs à domicile. Avant la construction du stade le club utilisait le Campo del Real Patronato Obrero depuis 1920, et avant le Campo de las Tablas Verdes. Au fil des ans le stade subit des changements, en 1958 sont construits les tribunes derrière les buts, elles seront remplacées plus tard en 1971 et en 1973. En 1979, afin de préparer la Coupe du monde 1982, le stade est complètement rénové. En 2000, les tribunes Nord et Est sont refaites.
Le stade comporte à cette époque trois parties, à l'ouest la tribune principale avec trois étages et la seule à être couverte. Dans le virage Sud, une tribune avec un seul étage et uniquement des places assises. Les tribunes Nord et Est sont reliés ensemble et comportent trois étages, plus pentues elles sont plus hautes que la tribune principale.
En 2016, la tribune Sud est démolie et remplacée par une tribune à trois étages de 14 700 places reliée à la tribune Est. La capacité du stade passe à 60 720 places.

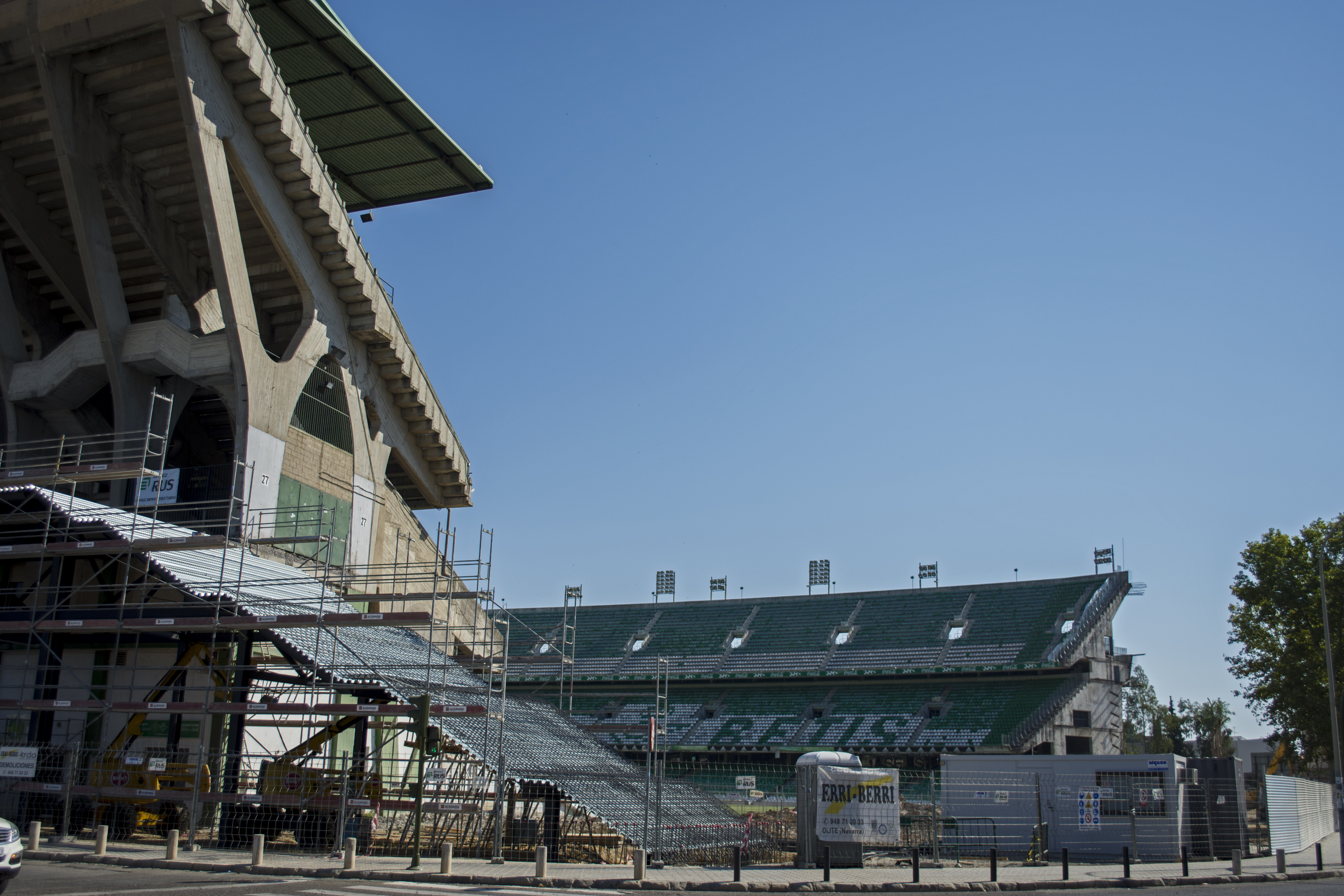
Vue du stade en 2016 au moment de la démolition de la tribune basse.

Fin 2015, la candidature à la présidence du club formée lancée par Ángel Haro et José Miguel López Catalán met en avant une proposition de transformation du Gol Sur. Les travaux débutent au début de l'été 2016. Cette initiative permet d'aborder la deuxième phase du projet d'Antonio González Cordón qui avait été interrompue en l'an 2000. Les travaux consistent d'abord à déplacer le terrain sur sa position finale : il est déplacé de six mètres vers la zone d'en-but et de six mètres vers la zone Gol Norte, ce qui le rend beaucoup plus proche de ces deux tribunes. Une fois le Gol Sur terminé, il sera parfaitement centré avec ces trois stands.
Les travaux de démolition de la tribune Gol Sur du stade débutent le 30 juin 2016. Le budget de construction de la nouvelle tribune qui ferme le stade dans sa partie sud s'élève à environ quinze millions d'euros. Le Gol Sur démoli comptait 5 000 places. Après sa reconstruction, il passe à 14 700. La capacité totale du stade, en l'absence de la nouvelle tribune présidentielle, est d'environ 60 000 spectateurs. Il devient ainsi le quatrième plus grand stade d'Espagne en termes de capacité - derrière le Camp Nou, le Santiago Bernabéu et le Metropolitano. Parallèlement aux travaux du Gol Sur, le club profite de la pause estivale de 2017 pour changer complètement tous les sièges du stade et la publicité statique, réaménager le tunnel des vestiaires, la sonorisation et d'autres infrastructures, ainsi que pour renouveler l'éclairage, qui utilise des lampes LED permettant des effets lumineux.

## Nom du stade
Lors de l'ouverture en 1929, le stade se nomme Estadio de la Exposición. Il s'inscrit dans le projet des constructions pour l'exposition ibéro-américaine de 1929. Après la guerre civile espagnole en 1939, le stade est renommé Estadio Heliópolis. En 1961, le stade devient la propriété du Real Betis qui le renomme suivant son président Benito Villamarín. En 1997, le stade change encore de nom, prenant celui du président en cours de fonction, Manuel Ruiz de Lopera.
En octobre 2010, un vote est organisé pour le nom du stade, la majorité opte pour un retour à Estadio Benito Villamarín.

## Événements
- En 1982, le stade accueille deux matches de la Coupe du monde.
  - 18 juin 1982, premier tour, Groupe 6:  Brésil –  Écosse 4:1 (1:1)
  - 23 juin 1982, premier tour, Groupe 6:  Brésil –  Nouvelle-Zélande 4:0 (2:0)

- Le 21 décembre 1983, le stade accueille le match Espagne-Malte qui voit l'Espagne s'imposer 12 à 1, parvenant ainsi à se qualifier pour l'Euro 84.
- Le stade accueille la finale de la Coupe d'Espagne le 25 mai 2019, le Valencia CF gagne 2 à 1 contre le FC Barcelone, mettant fin à une série de 4 victoires en finale des Barcelonais.
- Tournée Use your Illusion du groupe Guns N' Roses le 30 juin 1992[11].
- Tournée Not in This Lifetime de Guns N' Roses le 7 juin 2022[12].

## Matchs internationaux disputés dans le stade
| #  | Date              | Équipe  | score | Équipe               | Compétition       |
| -- | ----------------- | ------- | ----- | -------------------- | ----------------- |
| 1  | 17 mars 1929      | Espagne | 5-0   | Portugal             | match amical      |
| 2  | 18 juin 1982      | Brésil  | 4-1   | Écosse               | Mondial 1982      |
| 3  | 23 juin 1982      | Brésil  | 4-0   | Nouvelle-Zélande     | Mondial 1982      |
| 4  | 21 décembre 1983  | Espagne | 12-1  | Malte                | Élim. Euro 1984   |
| 5  | 17 octobre 1984   | Espagne | 3-0   | Pays de Galles       | Élim. CM 1986     |
| 6  | 25 septembre 1985 | Espagne | 2-1   | Islande              | Élim. CM 1986     |
| 7  | 12 novembre 1986  | Espagne | 1-0   | Roumanie             | Élim. Euro 1988   |
| 8  | 18 novembre 1987  | Espagne | 5-0   | Albanie              | Élim. Euro 1988   |
| 9  | 17 novembre 1988  | Espagne | 2-0   | République d'Irlande | Élim. CM 1990     |
| 10 | 23 mars 1989      | Espagne | 4-0   | Malte                | Élim. CM 1990     |
| 11 | 10 octobre 1990   | Espagne | 1-0   | Islande              | Élim. Euro 1992   |
| 12 | 12 octobre 1991   | Espagne | 1-2   | France               | Élim. Euro 1992   |
| 13 | 22 avril 1992     | Espagne | 3-0   | Albanie              | Élim. CM 1994     |
| 14 | 24 février 1993   | Espagne | 4-0   | Lituanie             | Élim. CM 1994     |
| 15 | 28 avril 1993     | Espagne | 3-1   | Irlande du Nord      | Élim. CM 1994     |
| 16 | 7 juin 1995       | Espagne | 1-0   | Arménie              | Élim. Euro 1996   |
| 17 | 15 octobre 2018   | Espagne | 2-3   | Angleterre           | Ligue des nations |

## Galerie

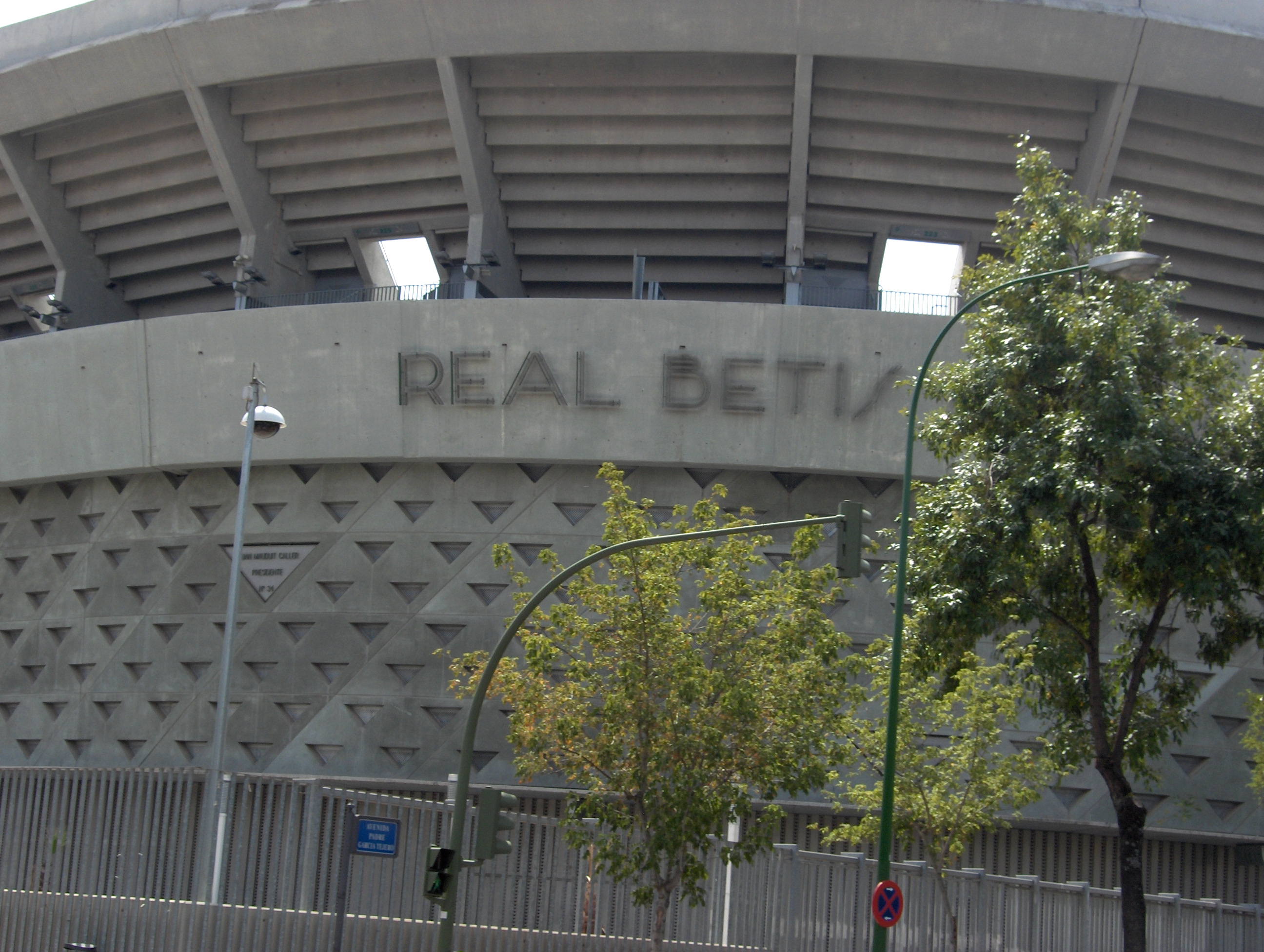
Vue extérieure
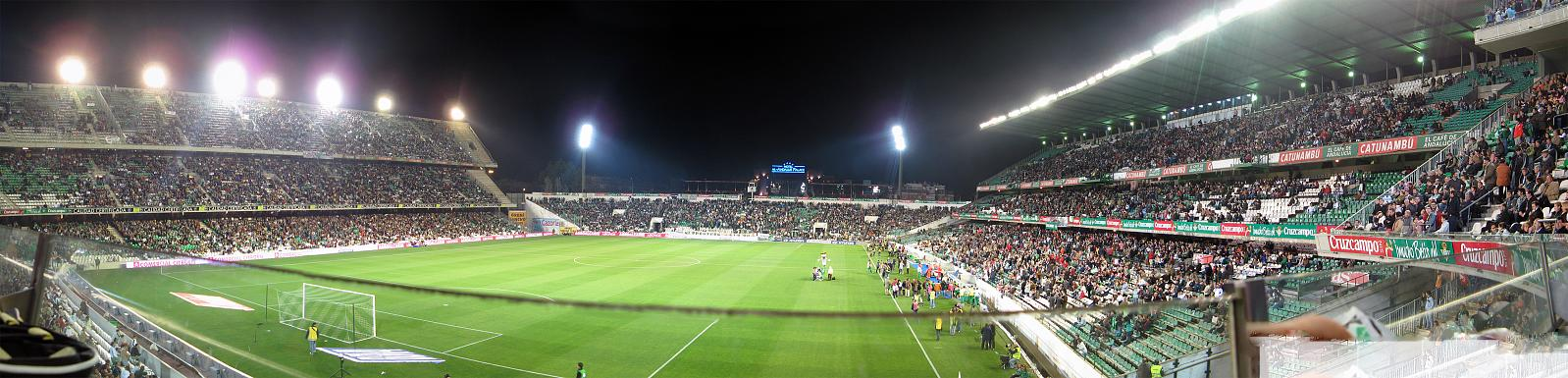
Le stade avec l'ancienne tribune Sud à un seul niveau
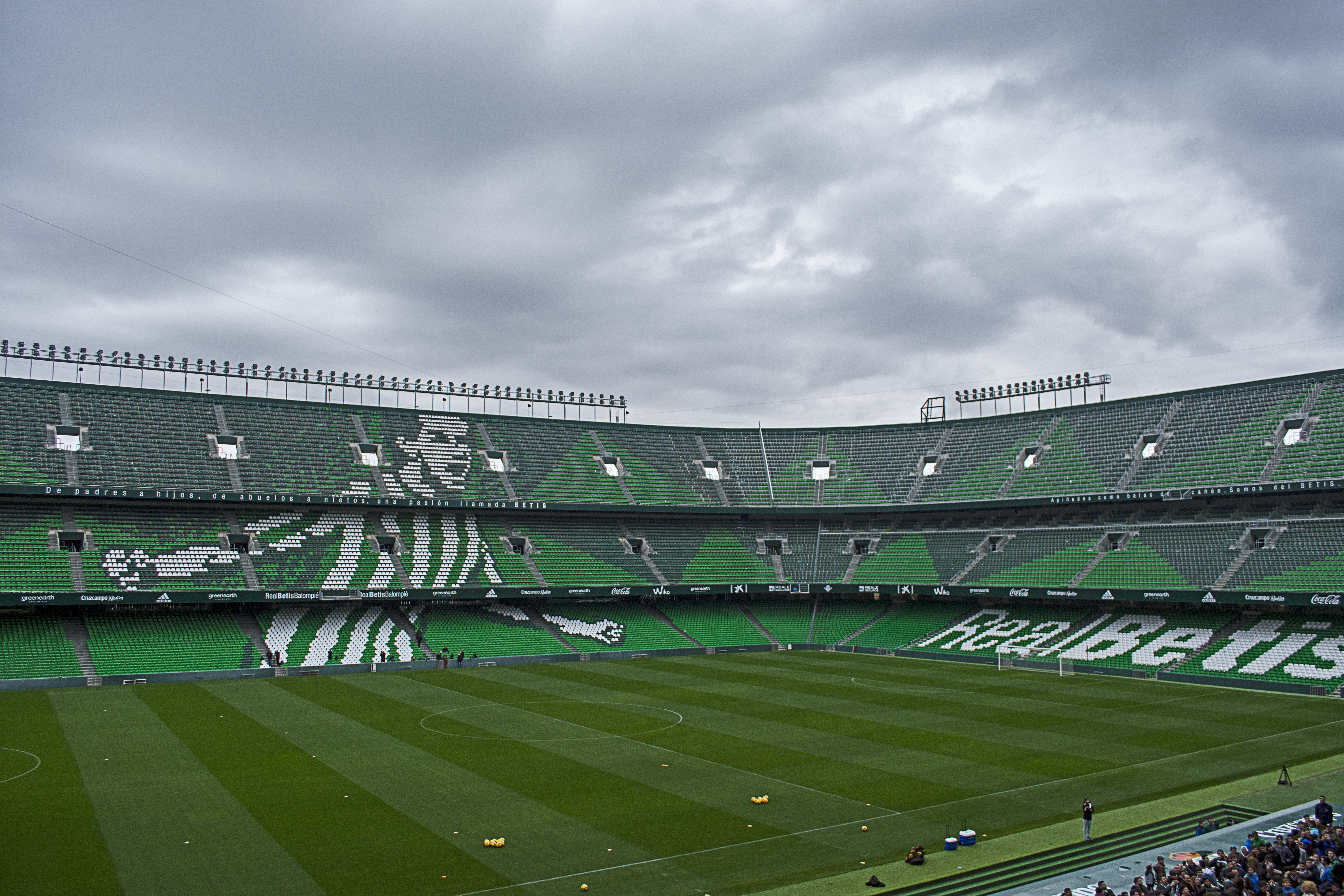
Vue intérieure avec la nouvelle tribune Sud